# ドレスデン市電NGT D8DD形電車
NGT D8DDは、ドイツのドレスデンに存在する路面電車・ドレスデン市電で使用されている電車。バリアフリーに適した超低床電車（部分超低床電車）である。

## 概要
2004年に発注が行われた、車体の大部分が低床構造となっている部分超低床電車。先に導入されたNGT D12DDと同様にボンバルディア・トランスポーテーションが展開するフレキシティ・クラシックの1車種だが、5車体連接車であるNGT D12DDから編成を縮小した3車体連接車となっているのが特徴である。乗降扉は前後車体に1箇所づつ、中間のフローティング車体に2箇所、車体の右側面に設置されている他、前方車体には乗務員扉も存在する。また、前後車体に存在するボギー台車のうち1台は主電動機が搭載されていない付随台車である。
当初は20両の発注が行われたが、後に20両が追加されたため、2020年現在の在籍数は40両（2601 - 2640）である。そのうち追加発注分の20両（2621 - 2640）は座席配置の見直しが行われ、着席定員数が4人分増加している。また14両については姉妹都市を含む世界各国の都市の名前が付けられている他、2017年にはドレスデン市電で長年活躍していた高床式電車・タトラカーの営業運転開始50周年および路面電車博物館の開館25周年を記念して1両にタトラカー導入時の塗装を模したラッピング塗装が施されている。

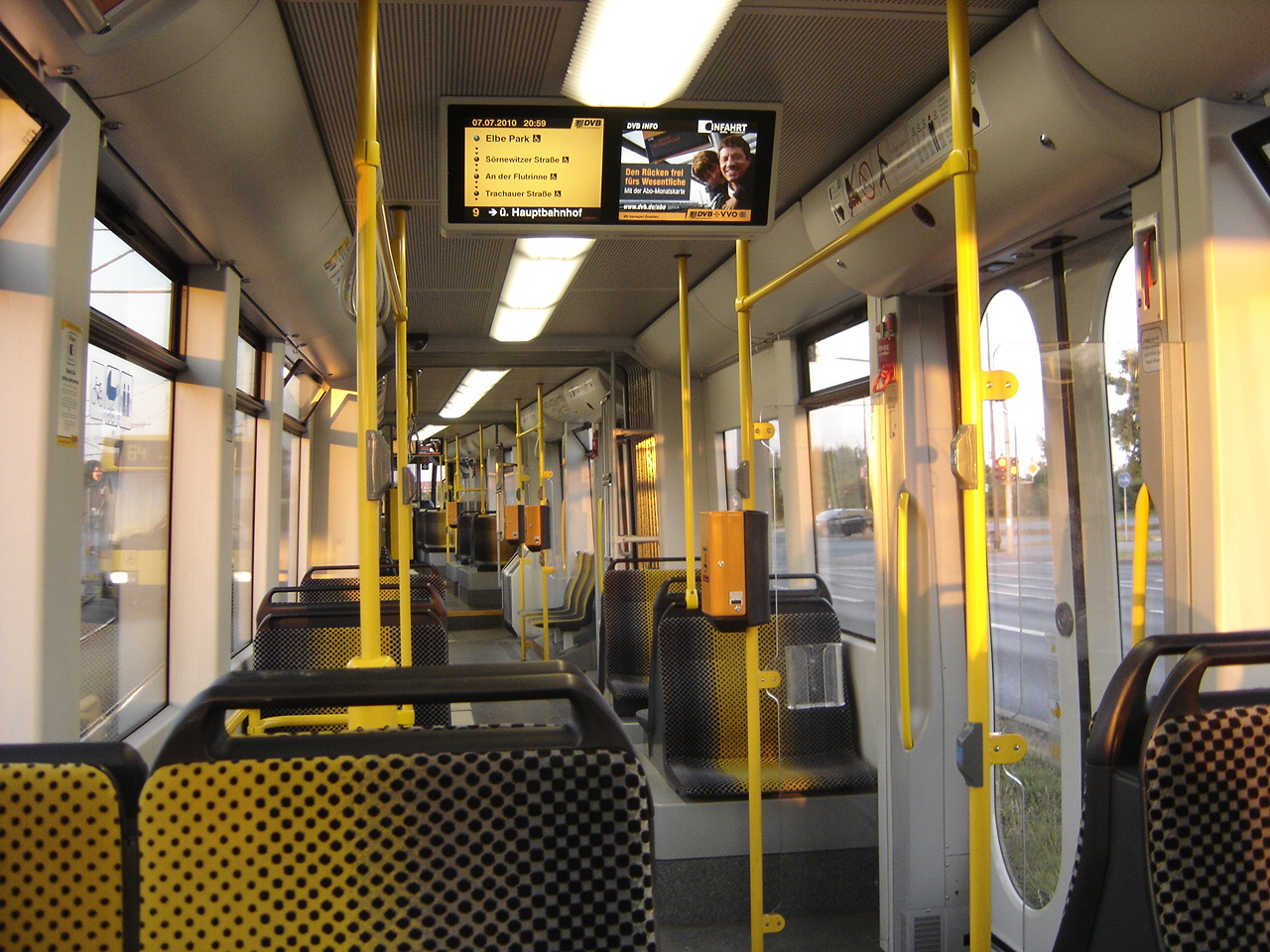
車内
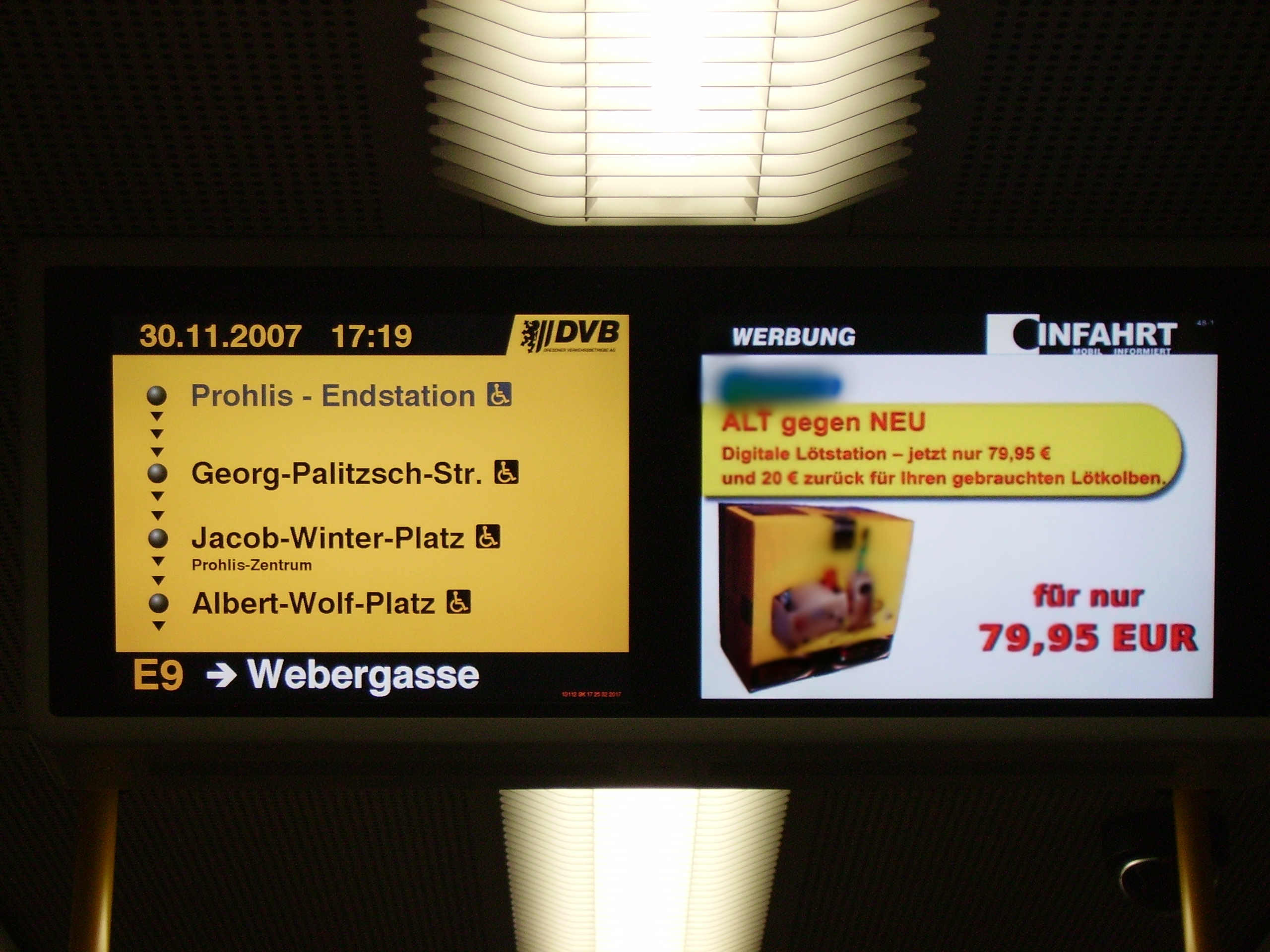
車内案内表示装置
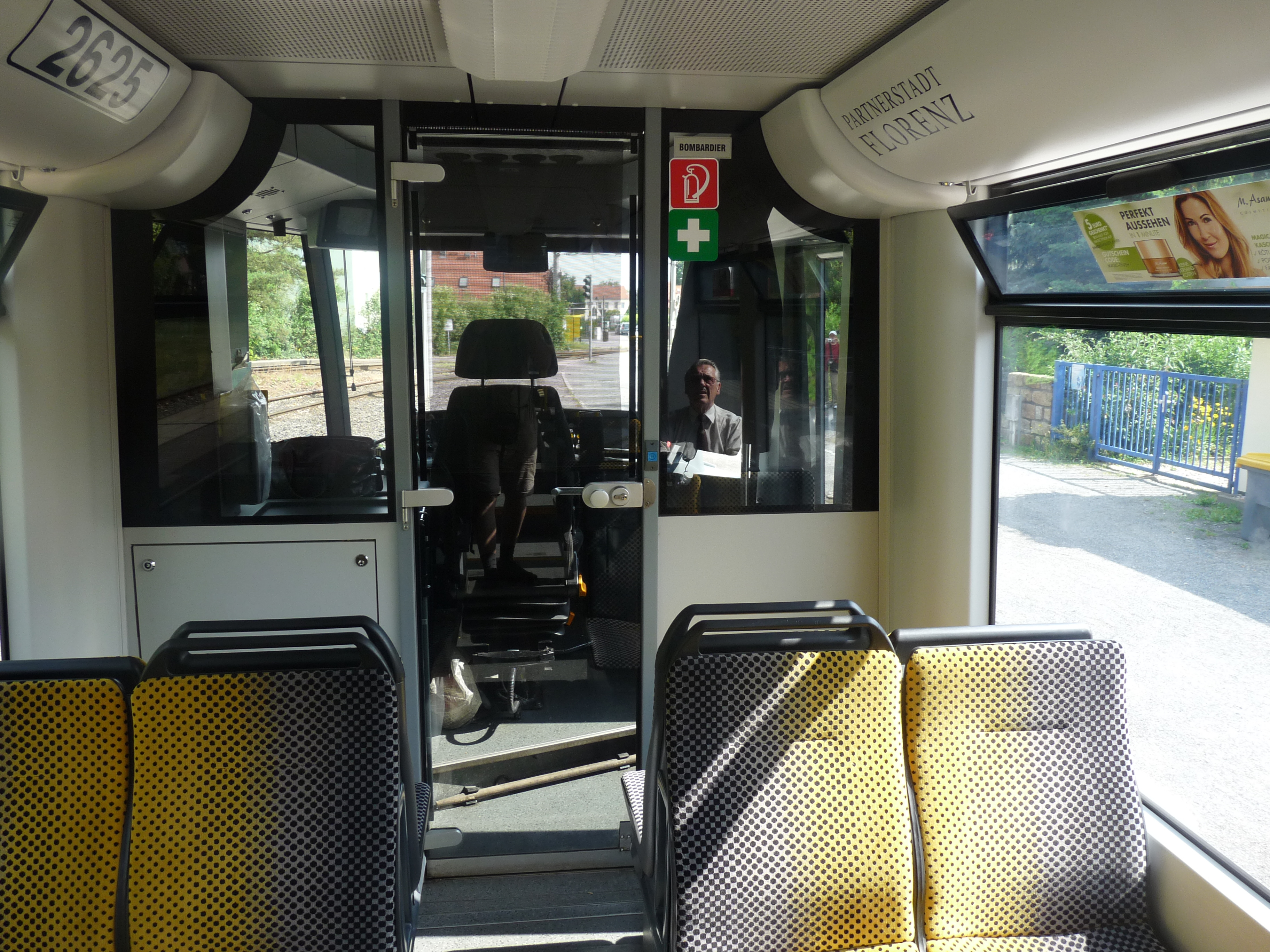
運転室
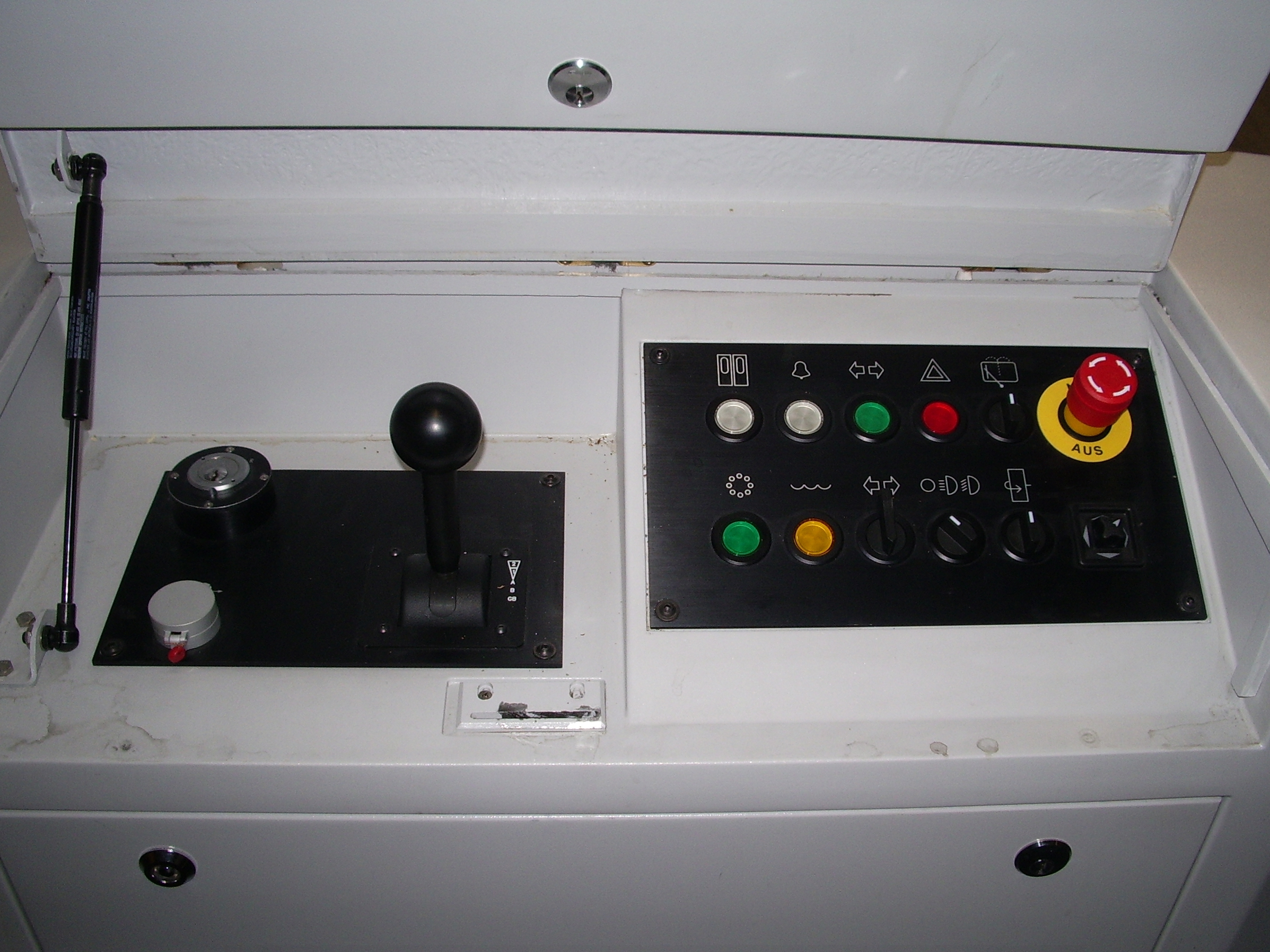
後方車体には簡易運転台が設置されている
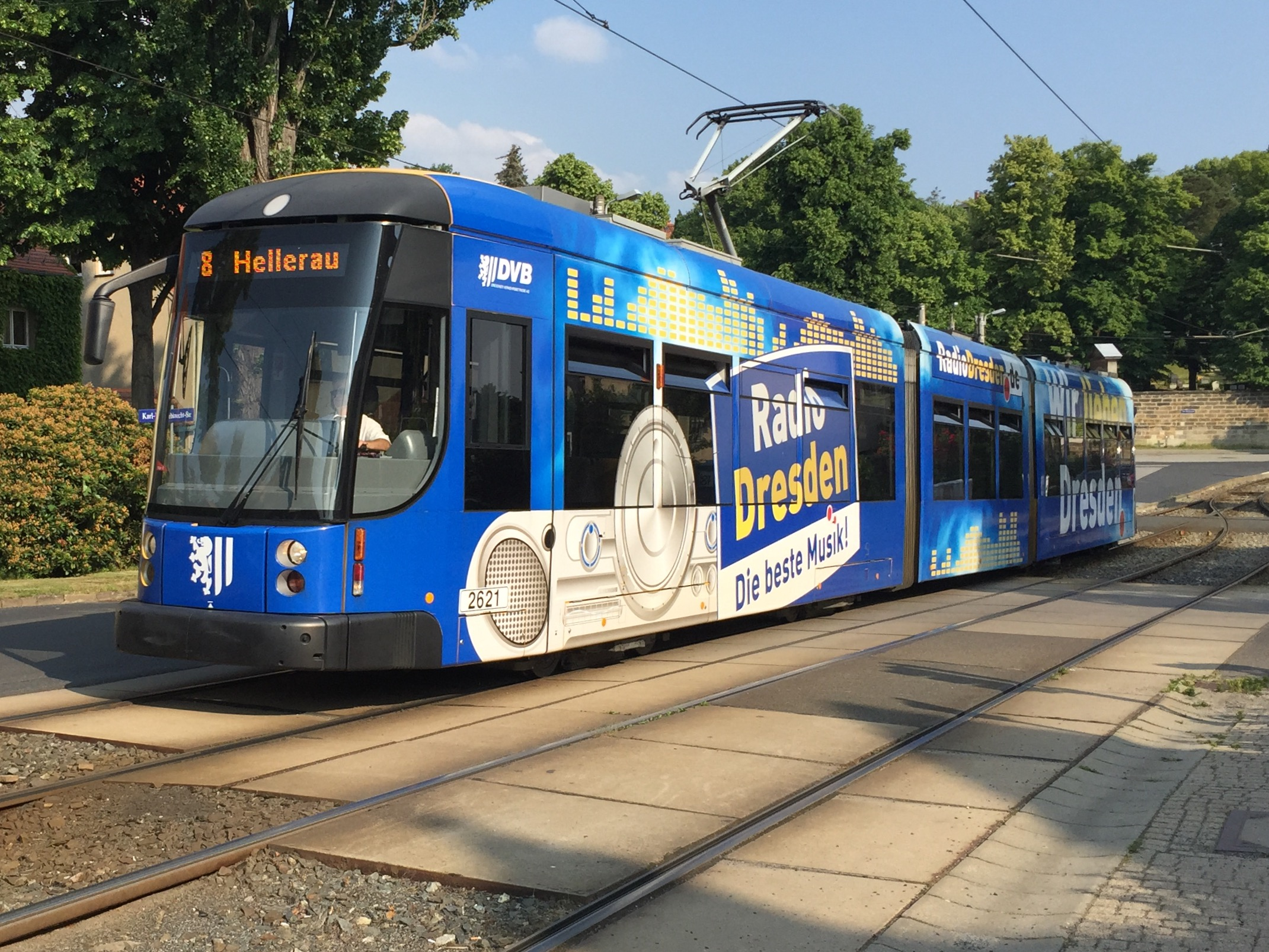
広告塗装（2015年撮影）
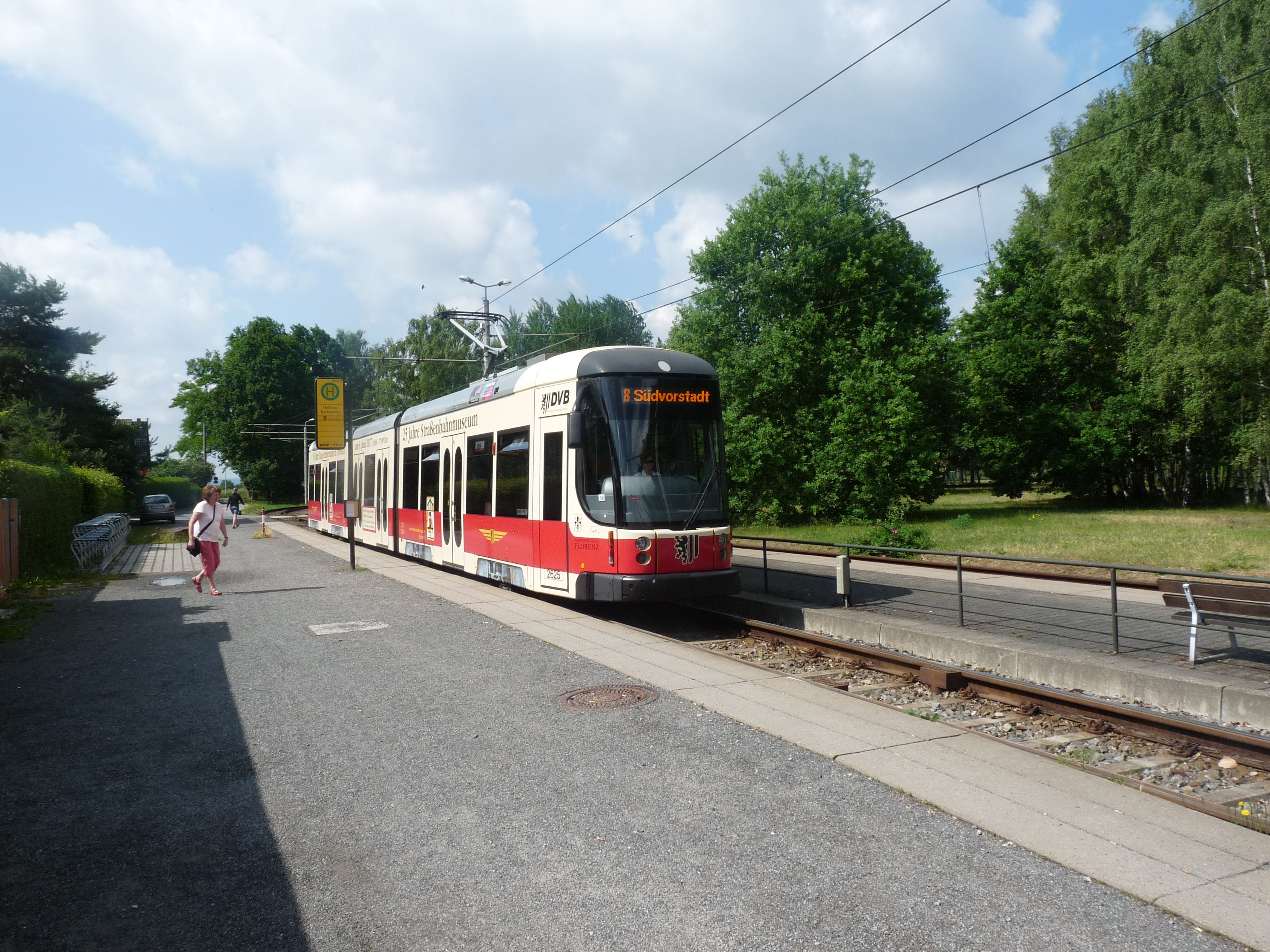
タトラカー塗装（2017年撮影）